# Breakout educatiu
El breakout educatiu (de l'anglès educational breakout) és una eina pedagògica que forma part del fenomen de la ludificació. Consisteix en l'aprenentatge a través de la resolució d'un desafiu amb l'objectiu final d'obrir una caixa.
Es tracta d'un joc immersiu derivat dels populars jocs d'escapada, en el qual, tanmateix, no cal sortir de l'aula sinó obrir en un temps determinat una caixa que pot tenir diverses un cadenat analògic o un de digital. Per tal d'aconseguir els codis que desactivaran el cadenat, cal resoldre primer problemes, qüestionaris o enigmes. Com en qualsevol activitat ludificada s'ha de contextualitzar el repte proposat.
Durant la partida, el professor fa de gamemaster, és a dir, dirigeix el joc. Té com a funció ajudar l'alumnat i guiar-lo emfatitzant el treball cooperatiu.
La tècnica del breakout educatiu té com a avantatges el foment del pensament crític, les habilitats socials, la creativitat, la resiliència, la diversió i la motivació. A més, es pot adaptar a qualsevol contingut curricular, nivell educatiu i espai físic. Amb tot, la preparació i l'elaboració de tal activitat exigeixen molt de temps i més diners del pressupostat, a més que una sessió de breakout educatiu pot fer augmentar la competitivitat entre alumnes i no assegura la participació de tots els membres de l'equip.